# Lamesley
Lamesley es la única parroquia civil del distrito de Gateshead, en el condado de Tyne y Wear (Inglaterra). Incluye el pueblo homónimo, Kibblesworth, Eighton Banks y el área norte de Birley.

## Geografía
Según la Oficina Nacional de Estadística británica, Lamesley tiene una superficie de 22,9 km².

## Demografía
Según el censo de 2001, Lamesley tenía 3928 habitantes (47,96% varones, 52,04% mujeres) y una densidad de población de 171,53 hab/km². El 16,29% eran menores de 16 años, el 74,26% tenían entre 16 y 74, y el 9,45% eran mayores de 74. La media de edad era de 43,06 años. Del total de habitantes con 16 o más años, el 24,33% estaban solteros, el 58,33% casados, y el 17,34% divorciados o viudos.
Según su grupo étnico, el 99,01% de los habitantes eran blancos, el 0,28% mestizos, el 0,48% asiáticos, y el 0,23% chinos. La mayor parte (98,6%) eran originarios del Reino Unido. El resto de países europeos englobaban al 0,51% de la población, mientras que el 0,89% había nacido en cualquier otro lugar. El cristianismo era profesado por el 85,33%, el islam por el 0,28%, el sijismo por el 0,13%, y cualquier otra religión por el 0,13%. El 7,77% no eran religiosos y el 6,37% no marcaron ninguna opción en el censo.
Había 1689 hogares con residentes, 123 vacíos, y 5 eran alojamientos vacacionales o segundas residencias.